# Mixacarus facundoi
Mixacarus facundoi är en kvalsterart som beskrevs av Corpuz-Raros och García 2003. Mixacarus facundoi ingår i släktet Mixacarus och familjen Lohmanniidae. Inga underarter finns listade i Catalogue of Life.